# Koinótés
Společenství Koinótés nebo Ecclesia silentii, později nazývané také Skrytá církev, je označení církevní skupiny apoštolsky napojené nebo přímo organizované a formované tajným římskokatolickým biskupem Felixem M. Davídkem (1921–1988) a jeho spolupracovníky v letech 1967–1989. Tato skupina byla jednou z větví podzemní katolické církve během komunistického režimu v Československu. Utajovaně provozovala část běžných církevních aktivit (vzdělávání, svátosti, práce s mládeží) a vytvářela vlastní struktury (svěcení kněží a biskupů), které byly v této době zakázané, omezené, kompromitované nebo spojeny s represemi. Často byly konány souběžně a nezávisle na oficiálních strukturách církve. Zainteresovaní lidé, laici, zasvěcené osoby a klérus se pak často zapojovali jak do oficiálních, tak tajných aktivit a cítili se součástí jedné církve. Rozvětvená skupina se utvářela okolo 25 biskupů (vysvěcených tajně Davídkem nebo jinými jím svěcenými biskupy) a asi 250 kněží (z toho 90 vysvěcených Davídkem), několika desítek řeholníků a řeholnic a velkou řadou laiků.
Po pádu komunismu ukončila většina společenství svoji tajnou činnost a v průběhu 90. let probíhal vleklý proces integrace tajného kléru do oficiálních struktur církve. Kněží a biskupové vzešlí z Davídkovy apoštolské linie byly přijati do diecézní pastorace na základě nejasných směrnic z Vatikánu pouze po přezkoušení a podmínečném vysvěcení "sub conditione", což bylo pro mnohé bolestivé nebo nepřijatelné.

## Dějiny
Brněnský lékař, teolog a kněz F. M. Davídek se po návratu ze 14letého vězení v roce 1964 pokusil realizovat svou ideu katolické univerzity, a proto se spojil se skupinou kolem Stanislava Krátkého, aby společně uskutečnili systém vzdělávání a aby hledali možnosti svěcení pro připravené kandidáty. V roce 1967 byl vysvěcen na biskupa slovenským tajným biskupem Peterem Dubovským Davídkův žák ing. Jan Blaha, který bezprostředně po návratu od Dubovského vysvětil na biskupa svého učitele. Od této chvíle začal Davídek vytvářet skrytou církevní strukturu v úplnosti. 
Ve dnech 25.–26. prosince 1970 na tajném synodu v Kobeřicích u Brna, takzvaném „koncilu Božího lidu“, došlo k rozkolu mezi Davídkem a třemi z jím vysvěcených biskupů, kteří odmítali například jeho odvážná zdůvodnění pro kněžské svěcení žen a pokoušeli se konání synodu zmařit. Spor byl také o to, zda skrytá církev má již pracovat, nebo zda má jen čekat v záloze, dokud nebude veřejná část církve zcela paralyzována. Davídek kvůli porušení přísahy tyto tři biskupy (Josef Dvořák, Jiří Pojer, Bedřich Provazník) suspendoval z jejich funkcí, oni však jeho rozhodnutí nepřijali a působili odtrženě od něj až téměř do listopadu 1989. Stanislav Krátký se pokoušel obě strany usmiřovat, Davídkovi odpůrci hledali zastání u Dubovského. 
Po změně režimu v roce 1989 se církev k Davídkovým aktivitám stavěla rezervovaně. Vstřícně ke skryté církvi přistupoval z biskupské konference zejména Antonín Liška a zpočátku i Miloslav Vlk. Davídkova svěcení byla nakonec prohlášena za pochybně platná a tajní biskupové byli žádáni, aby se vzdali všech projevů své biskupské hodnosti. Kněží byli přezkušováni a přesvěcováni, pokud byli ochotni se oficiálnímu vedení církve ve všem podrobit.

### Biskupové v apoštolské linii F. M. Davídka
- Mons. Eugen Kočiš (* 1926), na biskupa vysvěcen v roce 1967 F. Davídkem, po přijetí konsekrace sub conditione pomocný biskup v Apoštolském exarchátu České republiky.
- Mons. Ivan Ljavinec (1923–2012), na biskupa vysvěcen v roce 1968 F. Davídkem, v letech 1996–2003 řeckokatolický exarcha Apoštolského exarchátu České republiky.
- Stanislav Krátký (1922–2010), na biskupa jej vysvětil 27. srpna 1968 F. Davídek. V letech 1999–2010 byl proboštem v Mikulově.
- Ján Jiří Pojer (1934–2006), syn známého brněnského nakladatele Jana V. Pojera (1900–1984), zakladatele edice krásných knih Atlantis. Třicet posledních let svého života prožil ve Švýcarsku. Dvě ukázky z jeho písemné pozůstalosti vyšly v roce 2007 v prvním a druhém čísle časopisu Proglas.[6]
- Josef Dvořák, jeden z biskupů, kteří se Davídkovi postavili na koncilu v Kobeřicích, proto byl Davídkem později suspendován.
- Dobroslav M. Kabelka OPraem (1929–1982) na biskupa vysvěcen v roce 1968 F. Davídkem.
- Martin Hrbča (1924–2002) v Brezovici, na biskupa vysvěcen v září 1968 F. Davídkem.
- Josef Blahník (1918–1989), na biskupa vysvěcen v roce 1970 F. Davídkem, politický vězeň ve Valdicích a na Mírově.
- ThDr. Jindřich Pešek (1908–1980), salesián, 1935–1938 misionář v Ekvádoru. V letech 1938–1942 studoval teologii a byl vysvěcen na kněze, v roce 1944 získal v Barceloně doktorát z morální teologie, na biskupa vysvěcen v roce 1971 F. Davídkem.[7]
- Oskar Formánek (7. září 1915, Lysá pod Makytou, Slovensko – 21. července 1991, Prešov), jezuita od 29. ledna 1934, knězem od 25. ledna 1945, na biskupa jej v roce 1972 vysvětil F. Davídek.
- Marián Potáš OSBM, bývalý provinciál baziliánů na Slovensku. Na biskupa vysvěcen v roce 1972 F. Davídkem. Autor duchovních publikací.
- Mons. Jiří Krpálek, (6. září 1931, Brno – 6. srpna 2017, Brno), na biskupa vysvěcen 2. března 1973 F. Davídkem, od r. 1993 farářem v Kuřimi u Brna. V březnu roku 2007 mu byl na základě dekretu papeže Benedikta XVI. udělen titul kaplan Jeho Svatosti s právem užívat před jménem čestný titul monsignore. V roce 2011 byl ustanoven farářem v Lipůvce a od 1. 1. 2013 duchovním správcem sester dominikánek ve Střelicích u Brna.
- Siard Ivan Klement (1931, Brno – 1997, Stará Říše), OPraem, na biskupa vysvěcen F. Davídkem v roce 1973, po revoluci byl farářem ve Staré Říši.
- Václav Razik (1921–1984), známý kněz brněnské diecéze, bratr Mečislava Razika, na biskupa vysvěcen v roce 1978 F. Davídkem. V roce 2009 vydalo Kartuziánské nakladatelství v Brně knihu vzpomínek.
- Mons. Ing. Bedřich Provazník (1936 – 4. února 2007, Ostrovačice), na biskupa vysvěcen v roce 1969 biskupem Eugenem Kočišem. Od roku 1992 byl farářem v Ostrovačicích u Brna, v letech 1996–2004 rosickým děkanem. Papež Benedikt XVI. mu v lednu 2007 udělil čestný titul Mons. za zásluhy o církev.
- Dušan Špiner Ph.D. (* 7. února 1950 Vydrník, Slovensko), knězem od 9. července 1973, na biskupa jej 7. října 1979 vysvětil F. Davídek. Nyní odborným asistentem na Palackého univerzitě v Olomouci, autor několika publikací a mnoha článků.
- Josef Hinterhölzl (16. května 1915 Šumná – 3. srpna 2013 Moravec), knězem od 5. července 1939, na biskupa vysvěcen 4. prosince 1984 F. Davídkem. Oficiálně působil jako kněz brněnské diecéze, 1981–1984 bez státního souhlasu, později na odpočinku v Moravci. V roce 2007 oceněn diecézní medailí sv. Petra a Pavla.[8][9][10]

- Fridolín Zahradník, na biskupa vysvěcen na přelomu let 1970–1971 Bedřichem Provazníkem, v letech 1983–1988 byl na základě zinscenovaného procesu vězněn, po revoluci založil občanské sdružení Emauzy ČR, jehož je bývalým předsedou.
- Ing. Jan Konzal (5. květen 1935 – 16. listopad 2021), známý pražský teolog, autor mnoha publikací a článků.
- PhDr. Karel Chytil (1919 Vnorovy – 2002), za války vystudoval filosofii a teologii v Římě, nepřijal svěcení. Poté sloužil u RAF. Po válce vystudoval sociologii na UK, kde také žil a v roce 1947 se oženil, perzekvován jako voják západní armády. Po roce 1968 pracoval v manželské poradně. Patřil do společenství Mons. Václava Dvořáka. Felix Davídek ho v roce 1977 vysvětil na kněze a v roce 1988 konsekroval na biskupa. Pochován je v Levém Hradci, má dva syny.[11][12][13][14]
- Nikodém Mikuláš Krett OSBM, bazilián v Košicích, na biskupa vysvěcen v roce 1975 Fridolínem Zahradníkem.
- Mons. ThLic. Bartolomej Urbanec (* 1937), kněz košické diecéze, na biskupa vysvěcen Fridolínem Zahradníkem, v roce 2005 obdržel Cenu Košického samosprávného kraje.
- Anton Novobilský – římskokatolický kněz košické arcidiecéze na odpočinku, na biskupa vysvěcen Nikodémem Krettem.
- o. Sergej Kovč – řeckokatolický kněz.

Felix Maria Davídek celkem vysvětil 15 biskupů, většina z nich měla konat svou biskupskou službu pouze v nebezpečí nebo vězení.

### Biskupové v Davídkově posloupnosti
- 24. 8. 1969 Bedřich Provazník, 31. 5. 1936 – 4. 2. 2007 (vysv. Ján Kočiš)
- 24. 10. 1970 Fridolín Zahradník, 16. 9. 1935 – 19. 11. 2015 (vysv. Bedřich Provazník)
- ? Sergej Kovč, 29. 8. 1911 - 9. 11. 2000, (vysv. Zahradník?)
- 1973 Josef Jindra (vysv. Fridolín Zahradník)
- 1975 Nikodém Mikuláš Krett, O.S.D.B., 3. 10. 1912 – 29. 4. 1983 (vysv. Fridolín Zahradník)
- 14. 6. 1975 Bartolomej Urbanec, * 17. 8. 1937 v Lipovci (vysv. Zahradník, spolusv. Nikodém Mikuláš Krett)
- 1981 Ondrej Fogaš ?, * 9. 12. 1945 (vysv. Nikodém Mikuláš Krett)
- 1981 Anton Novobilský, * 9. 2. 1936 (vysv. Nikodém Mikuláš Krett)
- 29. 5. 1982 Jan Konzal, * 5. 5. 1935 (vysv. Fridolín Zahradník)
- 29. 5. 1982 Pavel Hájek (vysv. Fridolín Zahradník), kněz Apoštolského exarchátu Praha, biritualista, výpomocný duchovní chrudimské farnosti[15]

Předpokládalo se (Fiala-Hanuš 2004, 100), že Bedřich Provazník provedl v roce 1971 vysvěcení Ján Krajňák 10. 7. 1924 – 23. 2. 2005. Podle Krajnákova osobního vyznání, publikovaného v tomto svazku, nikdy biskupské svěcení nepřijal.

### Svěcení kněží (většinou F. M. Davídkem)
Felix Davídek a jím vysvěcení biskupové vysvětili asi 160 kněží, mezi nimi zřejmě tři ženy: 
- Ambróz Belo Bajcsy OFM – františkánský klerik, vysvěcený F. Davídkem, později vysvěcený podmínečně.
- RNDr. Gustáv Began – z Bratislavy, již zemřel.
- Ing. Přemysl Coufal CSc. (9. ledna 1932 – 24. února 1981, Bratislava) – zemřel kvůli teroru Státní bezpečnosti. V usnesení Generální prokuratury SR z roku 1991 se uvádí, že podle některých svědectví byl tajným benediktinským opatem.
- Jozef Fajnor – bývalý salesiánský klerik.
- Jozef Falat (29. ledna 1925 – 18. února 2003) – bývalý klerik Společnosti Božího Slova, podmínečně vysvěcený 22. března 1994.
- Ing. Jiří Florián – šéfdramaturg Centra náboženské tvorby České televize, bývalý předseda Rady Českého rozhlasu.
- František Fráňa (* 11. února 1938) – spirituál Kolpingova díla ČR, prezident občanského sdružení Středisko Radost
- Filip Milan Gono CCG – těšitel, nevyjasněné úmrtí.
- Eduard Vincent Halenár – bývalý salesiánsky klerik.
- Mons. Ing. Martin Holík (* 20. květen 1960) – ředitel Radia Proglas a farní vikář ve farnosti u kostela sv. Augustina v Brně,[17] po roce 1989 podmínečně vysvěcen „sub conditione"
- Josef Hořák (* 14. března 1933 v Brně-Chrlicích), 1953–1957 vězněn za údajnou špionáž. V roce 1965 se oženil a později měl dva syny. V roce 1968 spolu s J. Javorou tajně vysvěcen Davídkem a Kočišem v byzantském obřadu. V roce 1997 podmínečně vysvěcen „sub conditione" a od roku 1998 administrátor řeckokatolické farnosti Jihlava[18]
- Josef Javora (22. října 1934 – 13. února 2002) – řeckokatolický kněz, autor poezie (Výběr z hroznů, MCM, Olomouc 2006)
- Ludmila Javorová – na jáhna a kněze vysvěcena F. Davídkem 28. prosince 1970
- František Karlík (* 19. května 1929), kněz nitranské diecéze n. o. v Žilině, ordinovaný biskupem Nikodémem Mikulášem Krettem OSBM v Košicích, podmínečně vysvěcený 13. června 1992
- Mons. Doc. Ing. Radomil Kaláb CSc. (31. května 1930 – 16. února 2024) – vědeckovýzkumný pracovník v oboru železobetonových konstrukcí,[19] původně chtěl být řeholníkem, tajně vysvěcen 4. dubna 1968. Působil v pastoraci zasvěcených žen a věnoval se výuce dogmatiky v rámci tajného studia skryté církve. V roce 1992 přijal svěcení „sub conditione".[20] Byl farářem v Brně-Žebětíně, poté výpomocným duchovním ve farnosti u kostela sv. Jakuba v Brně, v roce 2014 obdržel čestný titul Monsignore[21]
- Xaver Josef Kobza CFSS – emeritní generální představený člen Kongregace bratří Nejsvětější Svátosti (petrini)
- Josef Koláček SJ – bývalý vedoucí české sekce Radia Vatikán.
- Ing. Pavel Kolář CSc. – rektor kostela Sv. rodiny v Grohově ulici v Brně
- MUDr. Eduard Kožuch – lékař v Malackách, vysvěcený 5. července 1971 Bedřichem Provazníkem a Fridolínem Zahradníkem
- Mons. Ján Krajňák – bývalý proděkan řeckokatolické fakulty v Prešově
- Mons. Dr. Ing. Eduard Krumpolc CSc., Th.D. (* 1943) – proděkan CMTF UP Olomouc
- Jiří Kvapil – farní vikář řeckokatolické farnosti Olomouc
- JUDr. Vendelín Laca (* 31. ledna 1932) – právník v Šuranech, bývalý klerik Malého semináře v Trnavě
- Doc. PhDr. Ernest Marko, CSc. (26. srpna 1927 – 8. června 2006) – bývalý klerik Společnosti Božího Slova, později vysokoškolský pedagog, germanista
- ThLic. Mgr. Ing. Vojtěch Mičan – farní vikář řeckokatolické církve pro okres Frýdek-Místek.
- Albert Florián Michal CCG – bohoslovec Kongregace těšitelů, vysvěcený v roce 1971, později podmínečně vysvěcený
- Ing. František Mikeš – chemik, působí v USA v Eastern Laboratories a občasně na CMTF UP Olomouc.
- Jozef Mužila († 2007)
- MUDr. Oliver Oravec (1941–2014)
- Doc. PhDr. Jozef Pavlovič CSc. (* 1956) – teolog, jazykovědec, řeckokatolický kněz, žije v Bratislavě, od roku 1997 je vedoucím katedry slovenského jazyka a literatury Pedagogické fakulty Trnavské univerzity
- Karel Pražák (12. října 1925, Mohelno – 2. února 2009, Ostrava-Petřkovice)
- František Provazník – bratr mons. Bedřicha Provazníka, v letech 1990 až 1991 vyučující na Biskupském gymnáziu v Brně, pak farářem v Lysicích
- doc. Ing. ThDr. PaedDr. PhDr. et PhDr. et PhDr. JUDr. et JUDr. DrPH Leo Salvet, Ph.D., DBA, DSc., dr.h.c.. – teolog, právník, pedagog, ekonom, politolog, sociolog, překladatel, vysvěcený Mons. Špinerem v r. 1988, duchovní a správce řeckokatolického chrámu sv. Kříže a sv. Heleny v Praze-Stodůlkách
- Anton Semeš – bývalý salesiánský klerik, vysvěcený Nikodémem Mikulášem Krettem
- Stanislav Skalský (9. listopadu 1926 – 21. července 2010) – nucen přerušit studium na teologii, sloužil u PTP, dělník, varhaník a učitel hudby. Dne 28. listopadu 1971 tajně přijal kněžské svěcení a působil ve skryté církvi, bývalý děkan ve Vrchlabí.[22][23]
- Bohdan Sroka – jihlavský sbormistr, muzikolog a pedagog
- Mons. Josef Suchár – biskupský vikář královéhradecké diecéze, děkan kolegiátní kapituly v Litomyšli, farář v Neratově a předseda sdružení Neratov
- Mons. Josef Šik (* 8. ledna 1929) – Absolvent gymnázia, do roku 1950 bohoslovec, poté u PTP, pomocný dělník. Dálkově vystudoval strojní průmyslovku, do důchodu pracoval ve Výzkumném ústavu zdravotnické techniky jako konstruktér. Tajně vysvěcen 13. dubna 1968. Do revoluce bylo jeho kněžství neveřejné. Dne 25. srpna 1992 byl „sub conditione" vysvěcen a ustanoven kaplanem ve farnosti u kostela sv. Tomáše v Brně.[20] V roce 2000 obdržel čestný titul kaplan jeho svatosti.[24]
- Augustín Štohl (24. října 1922 – 7. ledna 2001) – kněz bratislavsko-trnavské arcidiecéze n. o. v Pezinku, ordinovaný F. Davídkem po roce 1968, podmínečně vysvěcený 27. září 1993
- Ján Štohl – bývalý student salesiánského gymnázia v Šaštíně
- Ján Valiga (1927 – 13. března 2010) – bývalý klerik Společnosti Božího Slova, působil v ostravsko-opavské diecézi, jako důchodce se vrátil na rodné Slovensko[25]
- Jindřich Vacek (9. července 1927 – 29. října 2011), bývalý klerik. Tajně vysvěcen v Brně 24. července 1970. Od roku 1998 zařazen mezi kněze řeckokatolické církve.
- Ing. Pavel Vácha – 1990–1996 farář řeckokatolické církve v Domaslavicích, 1997–2006 farář Ostrava-Kunčičky, emeritován[26][27]
- Doc. ThDr. Václav Ventura Th.D. – vedoucí katedry fundamentální a dogmatické teologie KTF UK, kněz řeckokatolické církve
- Jozef Veselý – bývalý klerik Společnosti Božího Slova
- Vladimír Julián Veškrna CFSS (23. února 1925 – 17. června 2012) – narozen v Brně-Husovicích, tajně vysvěcen 30. července 1968, člen Kongregace bratří Nejsvětější Svátosti (Petrini). V letech 1990–1992 administrátor farnosti v Deštné a Roubaníně a rektor Církevního studentského domova Petrinum v Brně. Od roku 1992 působil při kostele sv. Maří Magdaleny v Brně. O roku 1996 odešel do kláštera v Českých Budějovicích jako novicmistr a kaplan kostela Panny Marie Růžencové, od roku 2010 na odpočinku. Pohřben v Českých Budějovicích.[28]
- Ivan Vladimír Vítek CFSS (4. února 1931 – 31. května 2000) – člen Kongregace bratří Nejsvětější Svátosti (petrini), první spirituál Biskupského gymnázia v Brně (1990–1991), od roku 1992 výpomocný duchovní v Písku a od roku 1993 též administrátor v Bernarticích (u Milevska) a ve Veselíčku. Pohřben na hřbitově v Bernarticích.
- Klaus Metsch (* 3. března 1942 v Berlíně), novic dominikánského řádu, na prázdninové cestě po ČSSR kontaktoval skryté struktury církve. V roce 1970 z řádu odešel a oženil se. Dne 24. 3. 1971 vysvěcen Janem Blahou na kněze s právem biritualismu. Od 6. 2. 1997 inkardinován do řeckokatolické diecéze Jánem Hirkou. Žije v Lipsku, místní biskup drážďansko-míšeňský mu však na základě nařízení Vatikánu odmítl udělit právo kněžské služby v latinském ritu.[29]